# John Burns
John Elliott Burns (20. října 1858, Londýn – 24. ledna 1943 tamtéž) byl anglický politik.

## Životopis

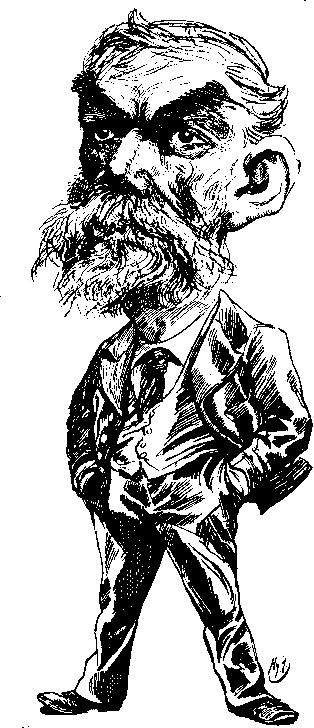
John Burns (kresba Harryho Furnnisse, časopis Punch, 1890)

Narodil se v početné rodině instalatéra skotského původu Alexandera Burnse. Z finančních důvodů musel v deseti letech odejít ze školy a začít pracovat. Dálkově vystudoval techniku a stal se inženýrem v loděnicích. Služebně působil na území dnešní Nigérie a sociální a rasový útlak, jehož byl svědkem, na něj silně zapůsobil. V roce 1881 se stal členem Social Democratic Federation a působil v odborovém hnutí. Za účast na stávkách a demonstracích byl opakovaně vězněn.

### Politická kariéra
V roce 1889 byl zvolen do London County Council, kde usiloval o výstavbu levného nájemního bydlení. Protože vliv socialistů na britskou politiku byl minimální, vstoupil do Liberální strany a v roce 1892 byl zvolen poslancem Dolní sněmovny za obvod Battersea. Byl známý jak radikálně levicovými názory, tak také tím, že byl propagátorem abstinence a náruživým hráčem kriketu.
V roce 1905 ho liberální předseda vlády Henry Campbell-Bannerman jmenoval členem Soukromé rady a ministrem zdravotnictví. Stal se tak prvním britským ministrem, který byl dělnického původu. V roce 1914, když Sydney Charles Buxton dostal funkci jihoafrického generálního guvernéra, převzal Burns také jeho post ministra obchodu. Byl velkým odpůrcem vstupu Británie do první světové války. Poté, co nedokázal svůj názor ve vládě prosadit, rezignoval na ministerský post a krátce nato odešel z politiky úplně. Věnoval se psaní knih o historii Londýna a žil z podpory, kterou mu vyplácel Andrew Carnegie.